# Lijst van nummer 1-hits in de global top 40 in 2020
Deze hits stonden in 2020 op nummer 1 in de global top 40.
| Datum        | Artiest                       | Titel                             |
| ------------ | ----------------------------- | --------------------------------- |
| 06 januari   | Tones and I                   | Dance Monkey                      |
| 13 januari   | Tones and I                   | Dance Monkey                      |
| 20 januari   | Tones and I                   | Dance Monkey                      |
| 27 januari   | Tones and I                   | Dance Monkey                      |
| 03 februari  | Tones and I                   | Dance Monkey                      |
| 10 februari  | Tones and I                   | Dance Monkey                      |
| 17 februari  | Tones and I                   | Dance Monkey                      |
| 24 februari  | Tones and I                   | Dance Monkey                      |
| 02 maart     | BTS                           | On                                |
| 09 maart     | Roddy Ricch                   | The Box                           |
| 16 maart     | Roddy Ricch                   | The Box                           |
| 23 maart     | Roddy Ricch                   | The Box                           |
| 30 maart     | The Weeknd                    | Blinding Lights                   |
| 06 april     | The Weeknd                    | Blinding Lights                   |
| 13 april     | Drake                         | Toosie Slide                      |
| 20 april     | The Weeknd                    | Blinding Lights                   |
| 27 april     | The Weeknd                    | Blinding Lights                   |
| 04 mei       | The Scotts                    | The Scotts                        |
| 11 mei       | The Weeknd                    | Blinding Lights                   |
| 18 mei       | 6ix9ine                       | Gooba                             |
| 25 mei       | 6ix9ine                       | Gooba                             |
| 01 juni      | Lady Gaga & Ariana Grande     | Rain on Me                        |
| 08 juni      | DaBaby & Roddy Ricch          | Rockstar                          |
| 15 juni      | DaBaby & Roddy Ricch          | Rockstar                          |
| 22 juni      | DaBaby & Roddy Ricch          | Rockstar                          |
| 29 juni      | DaBaby & Roddy Ricch          | Rockstar                          |
| 06 juli      | DaBaby & Roddy Ricch          | Rockstar                          |
| 13 juli      | DaBaby & Roddy Ricch          | Rockstar                          |
| 20 juli      | DaBaby & Roddy Ricch          | Rockstar                          |
| 27 juli      | DaBaby & Roddy Ricch          | Rockstar                          |
| 03 augustus  | Taylor Swift                  | Cardigan                          |
| 10 augustus  | Jawsh 685 & Jason Derülo      | Savage Love (Laxed – Siren Beat)) |
| 17 augustus  | Jawsh 685 & Jason Derulo      | Savage Love (Laxed – Siren Beat)  |
| 24 augustus  | Cardi B & Megan Thee Stallion | Wap                               |
| 31 augustus  | Cardi B & Megan Thee Stallion | Wap                               |
| 07 september | Cardi B & Megan Thee Stallion | Wap                               |
| 14 september | Cardi B & Megan Thee Stallion | Wap                               |
| 21 september | Cardi B & Megan Thee Stallion | Wap                               |
| 28 september | Maluma                        | Hawái                             |
| 05 oktober   | 24kgoldn & Iann Dior          | Mood                              |
| 12 oktober   | Blackpink                     | Lovesick girls                    |
| 19 oktober   | BTS                           | Dynamite                          |
| 26 oktober   |                               |                                   |
| 02 november  |                               |                                   |
| 09 november  |                               |                                   |
| 16 november  |                               |                                   |
| 23 november  |                               |                                   |
| 30 november  |                               |                                   |
| 07 december  |                               |                                   |
| 14 december  |                               |                                   |
| 21 december  |                               |                                   |
| 28 december  |                               |                                   |